# Staňkov (Pecka)
Staňkov je malá vesnice, část obce Pecka v okrese Jičín. Nachází se 2,5 km na jihovýchod od Pecky. V roce 2009 zde bylo evidováno 22 adres. V roce 2001 zde trvale žilo 35 obyvatel.
Staňkov leží v katastrálním území Staňkov u Pecky o rozloze 2,05 km2.

## Další fotografie

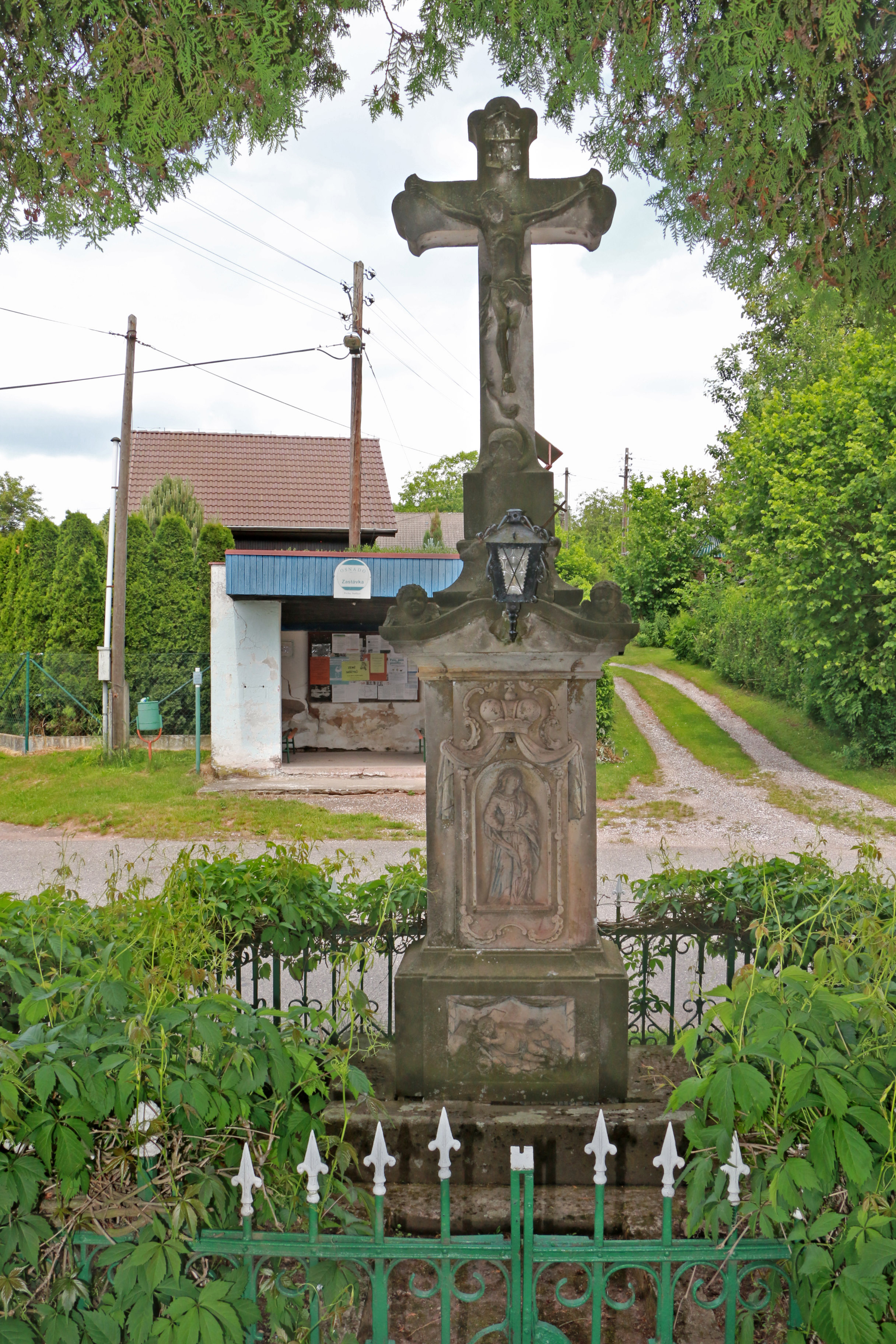
Kříž na návsi
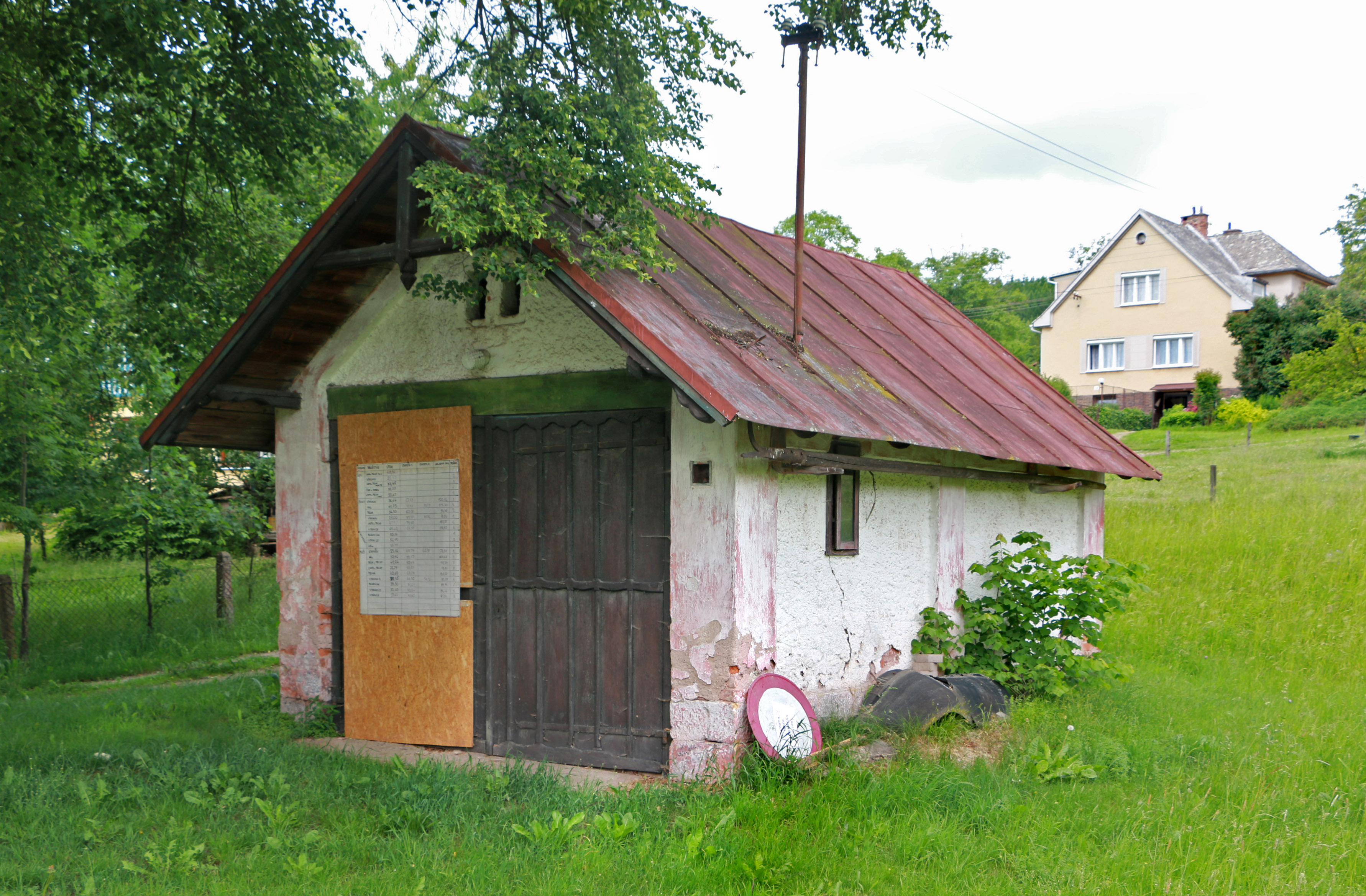
Bývalá hasičárna
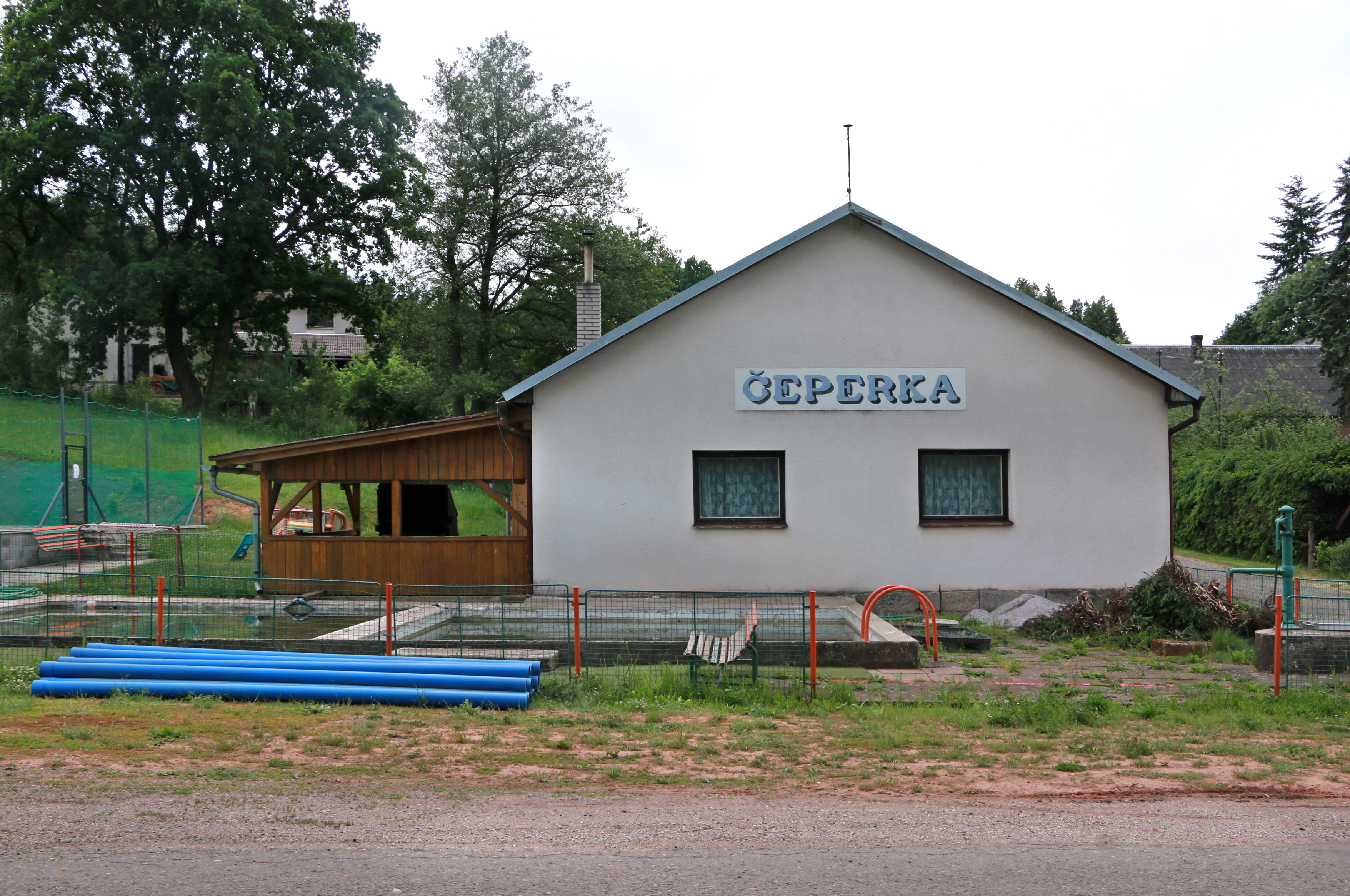
Malé rekreační středisko